# 宝塚市立中山五月台中学校
宝塚市立中山五月台中学校（たからづかしりつ なかやまさつきだいちゅうがっこう）は、兵庫県宝塚市中山五月台にある公立中学校。

## 沿革
- 1980年（昭和55年）4月1日 - 長尾中学校から分離し、宝塚市立中山五月台中学校創立。

## 部活動

### 運動部
- 野球部
- バスケットボール部
- 卓球部
- 女子硬式テニス部

### 文化部
- 放送部
- 美術部
- 吹奏楽部

## 通学区域が隣接している学校
- 宝塚市立山手台中学校
- 宝塚市立西谷中学校